# Mahmoud Harbi
Mahmoud Harbi Farah est un homme politique de la côte française des Somalis, né vers 1921 aux environs d'Ali Sabieh, et mort le 21 septembre 1960 dans un accident d'avion au-dessus de l'Italie.

## Biographie
Durant la Seconde Guerre mondiale, Mahmoud Harbi est engagé volontaire, marin dans les Forces françaises libres, avec le frère du sultan de Tadjoura, Ibrahim Mohamed,.
Son frère, Ahmed Harbi, est « okal » et « chef du village » d'Ali Sabieh, nommé par les autorités, dans les années 1950.
Mahmoud Harbi participe à la création du « Club de la jeunesse somalie et dankalie » en 1946, avec Hassan Gouled, Mohamed Kamil Mohamed et Ali Aref Bourhan. Il en devient président en 1948. En 1949, il est brièvement emprisonné à la suite des affrontements consécutifs à l'élection de Djama Ali comme sénateur.
Dès 1951, il se déclare partisan de la création d'un État somali. Il devient président du « syndicat autonome » à sa création en 1953, et lance une grève pour les 40 heures en août. Il est ensuite remplacé par Djama Ali Moussa. En 1956, il participe à la création de l'« Union des syndicats indépendants autonomes » (USIA), favorable à l’indépendance et à la Grande Somalie.
Mahmoud Harbi est élu au Conseil représentatif de la colonie en novembre 1950, et réélu en septembre 1955. Il est battu par Hassan Gouled à l'élection sénatoriale de 1952. En juillet 1956, il devient député à l'Assemblée nationale française (apparenté UDSR).
En juin 1957, ses listes, soutenues par les autorités administratives et économiques, dont celle d'Ibrahim Mohamed, emportent l'élection de l'Assemblée du territoire créée par la loi-cadre de 1956. Mahmoud Harbi devient alors vice-président du conseil du territoire, ministre des Travaux publics et du port.
Mahmoud Harbi, comme le Guinéen Ahmed Sékou Touré, appelle à voter « non » au référendum du 28 septembre 1958, mais le « oui » au maintien de la souveraineté française l'emporte. Ce résultat entraîne l'élection d'une nouvelle Assemblée du territoire en novembre 1958, où sa liste n'obtient que 7 sièges sur 28. Le nouveau vice-président est Hassan Gouled. Mahmoud Harbi quitte alors la colonie et part en Somalie, puis en Égypte. Il meurt dans un accident d'avion souvent attribué sans éléments probants aux services français.